# المستشفى الإنجليزي التبشيري (القدس)

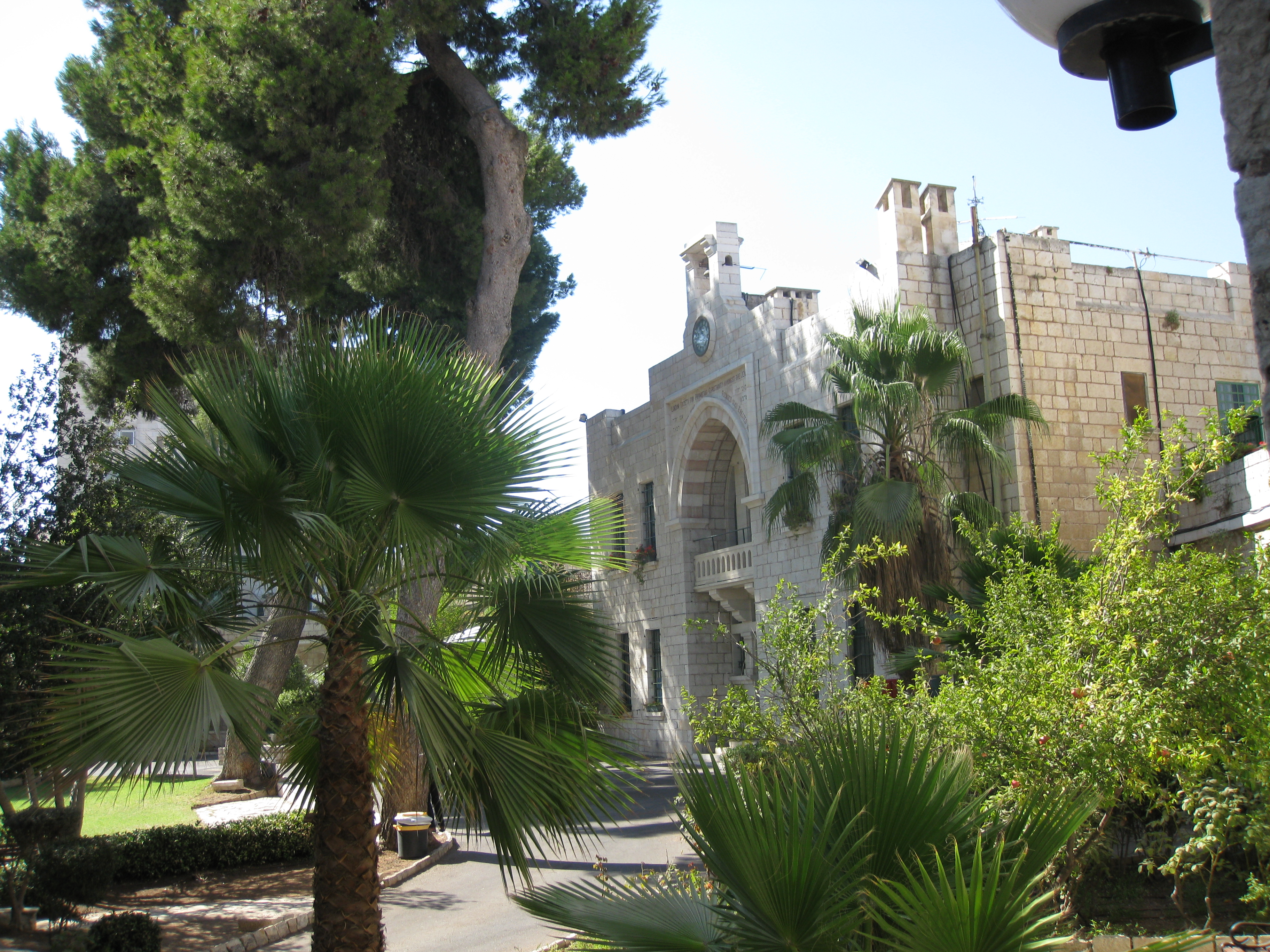
المستشفى الإنجليزي التبشيري

المستشفى الإنجليزيّ التّبشيريّ، أُسّس وأُدير على يد الجمعيّة اللُندُنيّة لتنصير اليهود. عمل  بين السنوات 1844-1948م في القُدس. بدايةً، في البلدة القديمة. وابتداءً من 1897م إنتقل مشروع هذا المبنى لمبانٍ في شارع الأنبياء 82.

## المبنى في البلدة القديمة
أقيم المستشفى الإنجليزيّ  التّبشيريّ سنة 1844م في أطراف الربع اليهودي في البلدة القديمة، بالقرب من مجمع الكنيسة البروتستانتيّة القريب من لكنيسة القيامة. في بداية الأمر أُطلق عليه اسم «المستشفى اليهودي» لتقديمه خدمات  للمرضى والمتعالجين أبناء الديانة اليهوديّة وذلك لخدمتهم صحيًّا للسعي لتنصيرهم بعد ذلك. إفتتاح هذا المستشفى أثار اعتراضات واسعة من قبل المجتمع اليهوديّ، الذي عاش قديمًا في فلسطين. كما وأدى لإعلان المقاطعة الداخليّة على كل يهودي يتجرأ بالدخول إليه. بالرّغم من المقاطعة، إلّا أنّ العديد من اليهود فضّلوا الرّعاية الطّبيّة عالية الجودة التي قُدّمت في مستشفى التّبشير الإنجليزي على ذاك الطّب البدائي الذي قُدِّم في مؤسّسات طبيّة أخرى في القدس آنَ ذاك.
أُقيم في العام ذاته مستشفى يهوديّ صغير في الحيّ  اليهوديّ من قبل لجنة الموظّفين الأمسترداميّة بالإشتراك مع موسى مونتيفيوري، ردًّا على المستشفى الإنجليزيّ التبشيريّ الذي لم ينل إعجاب اليهود. بالإضافة إلى عائلة روتشيلد اليهوديّة والتي اعترضت هي الأخرى على هذا المستشفى، ما دفعها لإقامة مستشفى روتشيلد في سنة 1854م.

## المباني في شارع الأنبياء
أقيمت المباني في شارع الأنبياء بين السّنين 1895-1896م. حسب تخطيط المهندس المعماريّ البريطانيّ بريسفورد بيت (Beresford pite) ودشّن بالثالث عشر من نيسان سنة 1897م.تمّت البناية بنمط إستعماريّ بريطانيّ، في مركزه مبنى فخم الملقّب «كيناوي» (kennaway) الذي استُخدم من قِبل الإدارة، ومن أطرافه الأربعة بُنيت مبانٍ صغيرة خُصّصت لأقسام التخصّصات في  المستشفى. كل المباني متّصلة سويًا بواسطة ممرّ مسقوف على شكل قوس، بالإضافة إلى مبنيين ثنائيي الطّبقة تعلوهما قبّتين صخريّتين، الأول خُصّص ليكون عيادة وصيدليّة، والثّاني ليكون بيتًا للطّبيب المشرف.
بالقرب من المستشفى أُقيمت مدرسة التبشير الإنجليزي للبنات في شارع الأنبياء في زقاق فينس، والتي بُنيت من قبل الجمعيّة اللندنيّة لتنصير اليهود ذاتها. بتخطيط المهندس المعماريّ الألمانيّ كونرد شيك (conrad schick) والتي أصبحت في ما بعد «بيت العَلم».
في حرب النّكبة، مع تحويل جبل المشارف إلى أرض تحت حكم المملكة الأردنيّة، نُقل مستشفى هداسا إلى مباني مستشفى تنصير اليهود الإنجليزيّ إلى جانب مبنى مدرسة البنات المحاذي له. في سنة 1969 إنتقل مستشفى هداسا إلى عين كارم، ومباني المستشفى أُرجعوا إلى مُلّاكهم الأصليّين. منذ ذلك الحين، حُوِّل المستشفى الإنجليزي لتنصير اليهود لمدرسة الأنجليكانيّة، وهي مدرسة خاصة، يدرس  بها أطفال الدّبلوماسيين وأشخاص من الأمم المتّحدة. بالمقابل، هُدمت المدرسة الخاصة بالفتيات وأُقيم مكانها فندق.